# Levigación
La levigación o levigado es un proceso físico, que consiste en separar las partículas dependiendo de su masa y como consecuencia por su granulometría, es decir, se trata de «desleír en agua» una materia prima granulada o pulverizada hasta conseguir el depósito en el fondo del recipiente de las partículas más pesadas o gruesas. El término deriva de levigar (del latín: levigāre, suavizar, pulverizar).
En cerámica y alfarería es el proceso de decantación para «obtener arcillas depuradas» que se practicaba ya en el mundo clásico. En la masa arcillosa sometida al baño quedará distribuida en el recipiente formando tres capas, una superficial con las «impurezas más ligeras» (detrito vegetal) y otra en el fondo con las más pesadas (guijarros, conglomerados).  
Entre ambas capas queda disponible para el trabajo alfarero la arcilla así preparada, como en el caso de la llamada «terra sigillata».
El levigado –como el tradicional “colado”–, es un método de decantación complementario de la criba o el tamizado.